# اوژرون
اوژرون (به فرانسوی: Augerans) یک کمون در فرانسه است که در canton of Montbarrey واقع شده‌است. اوژرون ۸٫۰۵ کیلومتر مربع مساحت دارد.